# Ribeirão Andirá
O ribeirão Andirá é um rio que banha o estado do Paraná, cadastrado no IBAMA com o código 64321200;